# Колін Барнс
Колін Вілльям Барнс (англ. Colin William Burns; нар. 30 червня 1982, Ньюарк, Делавер, США) — американський футболіст, воротар.

## Життєпис

### Ранні роки
Народився та виріс у місті Ньюарк, штат Делавер. На дитячо-юнацькому рівні розпочав займатися у футбольному клубі «Кірквуд». З 1994 по 2001 рік виступав у Делаверській Олімпійській програмі розвитку (ODP). Під час виступів за Делавер ODP з 2000 по 2001 рік викликався до Збірної Першого регіону, з якою подорожував на турніри у Франції, Нідерландах та Швейцарії. Також виступав за футбольну команду Массачусетського університету.
У липні 2005 року відправився на тренувальний перегляд до «Мотервелла». З липня по листопад 2005 року тренувався з шотландським клубом «Партік Тісл». У нього виникли проблеми з отриманням дозволу на роботу в Шотландії, тому в листопаді 2005 року виїхав та повернувся до США. Згодом також тренувався у французькому клубі «Труа».

### «Олімпія» (Бєльці)
У серпні 2006 року повернувся до Європи, щоб підписати 1-річний контракт з «Олімпією» (Бєльці) з Національного дивізіону Молдови. Незабаром після прибуття в Бєльці став основним воротарем. На професійному рівні дебютував 9 вересня 2006 року в програному (0:1) поєдинку проти «Дачії» (Кишинів) на Республіканському стадіоні. Незважаючи на поразку його команди, завдяки вдалій грі визнаний найкращим гравцем матчу.
Провів 8 матчів за «Олімпію», перш ніж під час зимової перерви через фінансові труднощі в клубі розірвав контракт. Більшість футбольних ЗМІ вважали Барнса одним із найкращих воротарів чемпіонату під час його короткого перебування в Молдові.

### «Сепсі-78»
З Молдови переїхав до «Сепсі-78» (Сейняйокі) з фінського Какконена. З квітня по серпень 2007 року провів за «Сепсі» 18 матчів. Граючи за «Сепсі», відзначився 8-ма «сухими» матчами й отримав три нагороди «Найкращий гравець матчу». Також допоміг команді вперше за 13 років перемогти (1:0) суперників-земляків «ТП-Сейнайокі».
Завдяки формі Коліна, ним зацікавилися багато клубів по всій Фінляндії, які хотіли придбати його на решту сезону. У серпні 2007 року проданий КПВ з Юккенена.

### КПВ
Колін Барнс погодився на короткостроковий контракт з КПВ, за ячким повинен був залишитися до кінця сезону. Зіграв у восьми матчах, провів один сухий матч і один раз визнаний найкращим гравцем матчу, що зрештою допомогло команді уникнути вильоту з Юккенена наприкінці сезону. Отримав нагороду Кращого гравця в переможному (1:0) матчу проти «Тампери», це був у своєму четвертому матчі за КПВ. Після матчу місцева газета Тампере процитувала головного тренера ТПВ Мікко Пуролу: «Ця гра показала, що Барнс — найкращий воротар ліги».

### «Юнгшиле»
У лютому 2008 року підписав 2-річний контракт із командою шведського Аллсвенскана «Юнгшиле».
Трансфер ледве не зірвався через суперечку з Шведським футбольним союзом щодо його реєстрації. Суперечка була пов’язана з тим, що Колін грав за два клуби в період з 1 липня 2007 року по 30 червня 2008 року, а згідно з попередніми правилами ФІФА, він не мав права грати за третій клуб протягом цього періоду. У грудні 2007 року ФІФА змінила свої правила так, що період з 1 липня по 30 червня перестав бути актуальним. Відповідно до нових правил, період визначається як перша гра сезону — остання гра сезону, що дає Барнсу право грати за «Юнгшиле». Шведська футбольна асоціація не прийняла новий регламент ФІФА, тому спочатку заблокувала його трансфер. Судові дії та тиск з боку шведських ЗМІ спонукали Шведський ФС змінити свої правила відповідно до регламенту ФІФА. Ця зміна правил стала відома шведськими ЗМІ як «правило Барнса».
21 квітня 2008 року дебютував в Аллсвенскані в переможному (2:1) поєдинку проти «Треллеборга». Він вийшов на поле на 90-й хвилині замість воротаря Міхала Славути, який отримав червону картку. Дограв останні сім хвилин у доданий час, зробив один сейв і отримав свій перший шатаут у чемпіонаті. 
Бернс дебютував у стартовому складі 25 квітня, в наступному матчі проти переможця Аллсвенскана 2007, «Гетеборга». «Юнгшиле» виграв матч з рахунком 2:1 перед рекордною кількістю глядачів (7100), тим самим поклав край 19-ти матчам без поразок, яку «Гетеборг» розпочав у сезоні 2007 року. Завдяки вдалій грі визнаний одним із трьох найкращих гравців матчу.
17 серпня став основним воротарем до завершення сезону, зіграв на виїзді проти Генріка Ларссона та «Гельсінгборга». «Юнгшиле» виграв матч з рахунком 1:0, завдав «Гельсінгборгу» єдиної домашньої поразки в сезоні. Колін був названий одним із найкращих гравців матчу, а також був названий найкращим воротарем тижня в Аллсвенскані у щотижневому шоу «Fotbollsmåndag» – Футбольний понеділок.
Загалом Барнс з’являвся 17 разів у футболці «Юнгшиле», отримавши чотири нагороди найкращого гравця матчу, двох топ-3 найкращих гравців у матчі та шість шатаутів у своєму першому сезоні в Аллсвенскані.

### «Сарпсборг 08»
У жовтні 2009 року підписав 2-річний контракт із «Сарпсборгом 08».

### «Саннефіорд»
У січні 2011 року підписав 1-річний контракт із «Саннефіордом».